# Tizate (Michoacán)
El Tizate es una población del municipio de Tancítaro, Michoacán, México. Está situada en el suroeste de Tancítaro con una altitud de 1900 metros al nivel del mar. Cuenta con 471 habitantes (censo 2010).
El clima oscila entre 37 °C a 4 °C con lluvias en verano y fuertes heladas en enero, febrero (marzo). Esta comunidad cuenta con plaza de toros, también con un preescolar comunitario y una escuela primaria (Ignacio Allende).
Se celebran varias fiestas, la más importante es la del señor San José que se celebra el domingo antes del día 19 del mes de marzo.

## Fundación
Se fundó en 1930 por la familia de los Quintero y Hernandes, pioneros.